# أولاد عتو (أولاد سعيد)
أولاد عتو هي إحدى مشيخات المملكة المغربية، تتبع جغرافيا لإقليم سطات وإداريًا لأولاد سعيد. يقدر عدد سكانها بـ 2,456 نسمة حسب الإحصاء الرسمي للسكان والسكنى لسنة 2004.